# 2 de setembro
2 de setembro é o 245.º dia do ano no calendário gregoriano (246.º em anos bissextos). Faltam 120 dias para acabar o ano.

## Eventos históricos
- 44 a.C.

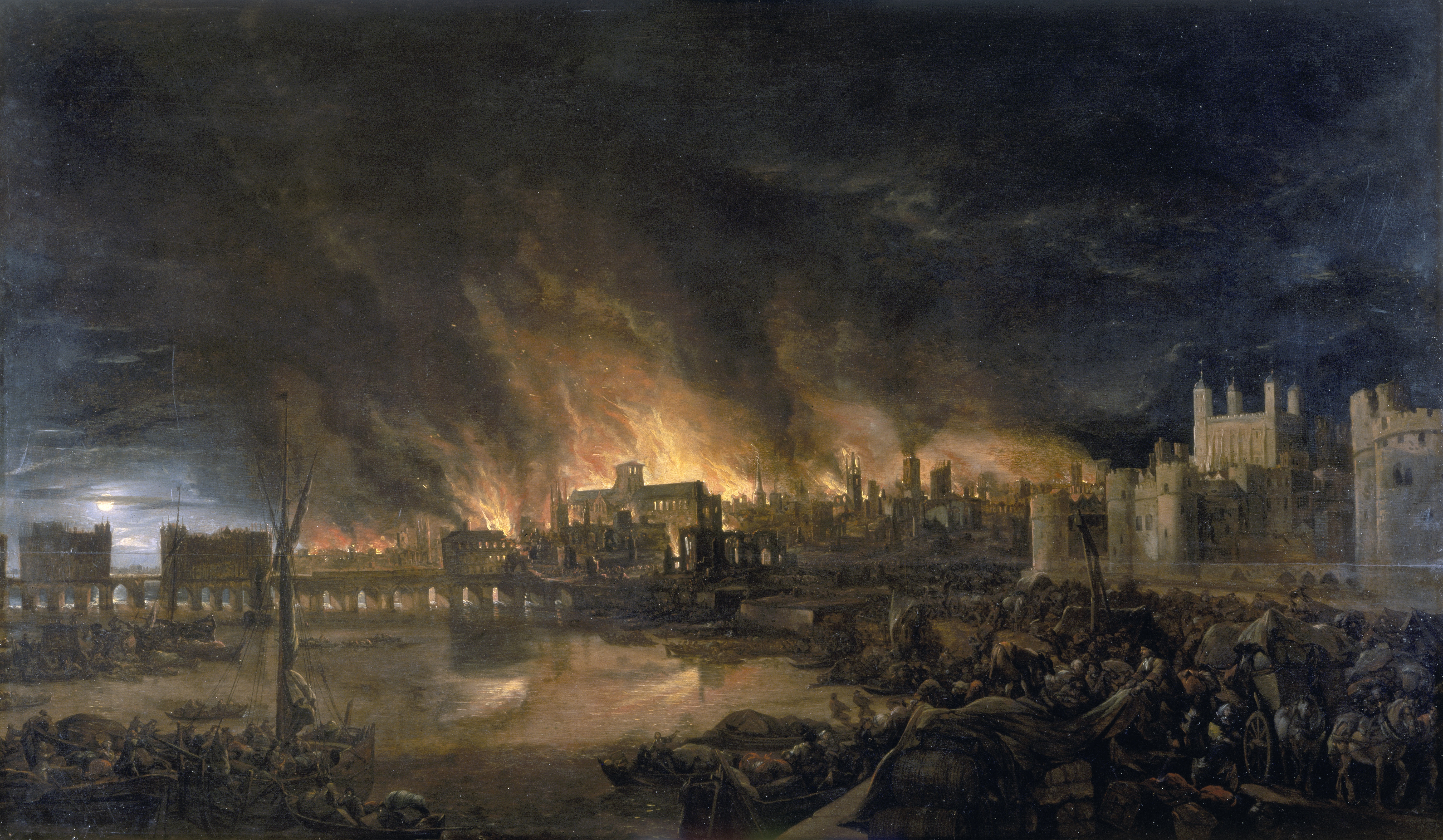
1666: Grande Incêndio de Londres

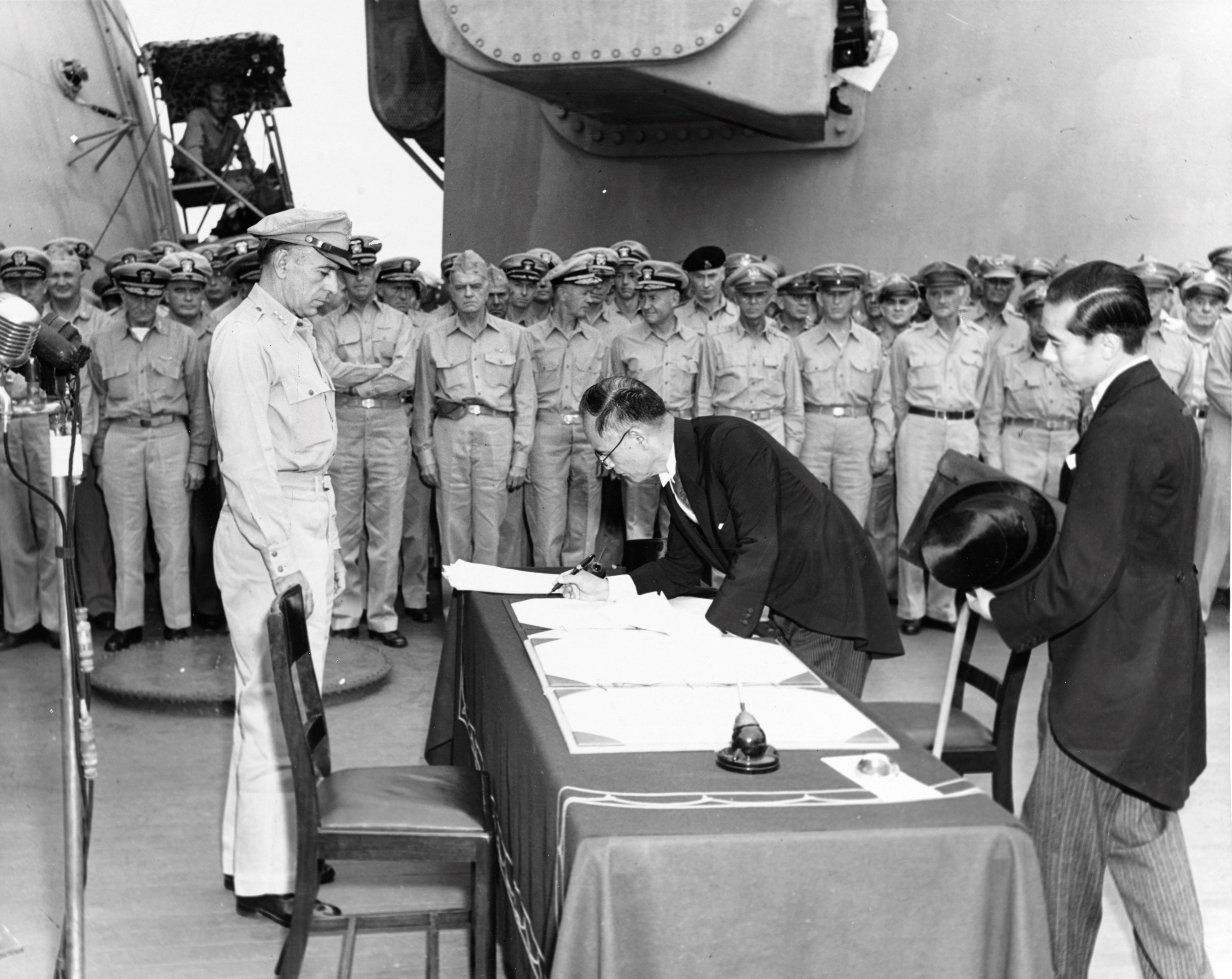
1945: Assinatura da ata de rendição do Japão

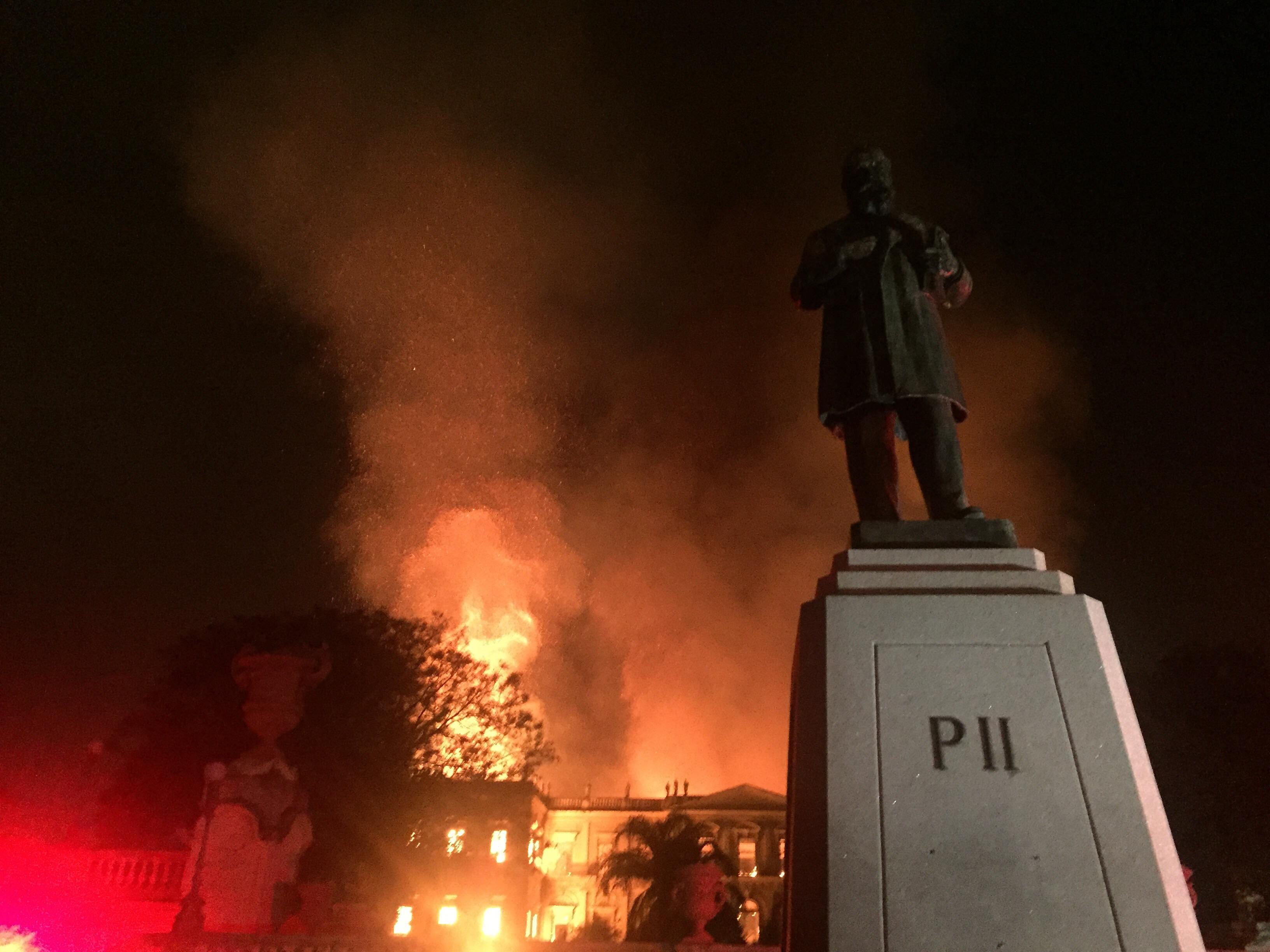
2018: Incêndio no Museu Nacional do Brasil

  - Faraó Cleópatra VII do Egito declara seu filho cogovernante como Ptolemeu XV Cesarião.
  - Cícero lança a primeira das suas Filípicas sobre Marco Antônio. Fará 14 delas nos meses seguintes.
- 31 a.C. — Última Guerra Civil da República Romana: Batalha de Áccio: no litoral ocidental da Grécia, as forças de Otaviano derrotam as tropas de Marco Antônio e Cleópatra.
- 1192 — Assinado o Tratado de Jafa entre Ricardo I da Inglaterra e Saladino, levando ao fim da Terceira Cruzada.
- 1649 — A cidade italiana de Castro é completamente destruída pelas forças do Papa Inocêncio X, pondo fim às Guerras de Castro.
- 1666 — O Grande Incêndio de Londres irrompe e arde durante três dias, destruindo 10 mil edifícios, incluindo a antiga Catedral de São Paulo.
- 1752 — A Grã-Bretanha, juntamente com suas possessões no exterior, adota o calendário gregoriano.
- 1789 — É fundado o Departamento do Tesouro dos Estados Unidos.
- 1792 — Durante o que ficou conhecido como os Massacres de Setembro da Revolução Francesa, multidões enfurecidas massacram três bispos católicos, mais de duzentos padres e prisioneiros que se acredita serem simpatizantes do monarquismo.
- 1806 — Um enorme deslizamento de terra destrói a cidade de Goldau, na Suíça, matando 457.
- 1807 — A Marinha Real Britânica bombardeia Copenhague com bombas incendiárias e foguetes de fósforo para impedir que a Dinamarca entregue sua frota a Napoleão.
- 1822 — Nesse dia, Maria Leopoldina, reunida com o Conselho de Estado, assinou o decreto da Independência do Brasil.
- 1856 — O incidente de Tianjing ocorre em Nanjing, China.
- 1859 — O Evento Carrington é a tempestade geomagnética mais forte já registrada.[1]
- 1866 — Guerra do Paraguai: a Batalha de Curupaiti foi a maior derrota da Tríplice Aliança em toda a guerra, cujo confronto envolveu cerca de 25 000 soldados.
- 1870 — Napoleão III é capturado na Guerra franco-prussiana.
- 1862 — Guerra Civil Americana: o presidente dos Estados Unidos Abraham Lincoln relutantemente restaura o general da União George B. McClellan ao comando total após a derrota desastrosa do general John Pope na Segunda Batalha de Bull Run.
- 1864 — Guerra Civil Americana: As forças da União entram em Atlanta, um dia depois dos defensores confederados fugirem da cidade, encerrando a Campanha de Atlanta.
- 1867 — Mutsuhito, Imperador Meiji do Japão, casa-se com Masako Ichijō, posteriormente conhecida como Imperatriz Shōken.
- 1870 — Guerra Franco-Prussiana: Batalha de Sedan: As forças prussianas tomam Napoleão III da França e 100 000 de seus soldados como prisioneiros.
- 1898 — Batalha de Ondurmã: tropas britânicas e egípcias derrotam tribos sudanesas e estabelecem o domínio britânico no Sudão.
- 1923 — Massacre de Kantō: Em meio a rumores de que os coreanos vinham conduzindo atos de sabotagem após o Grande Terremoto de Kantō de 1923, linchamentos de japoneses começam a massacrar milhares de civis ao longo de várias semanas, principalmente minorias étnicas como coreanos e chineses.
- 1935 — O Furacão do Dia do Trabalho, o furacão mais intenso que atingiu os Estados Unidos, atinge Long Key, Flórida, matando pelo menos 400 pessoas.
- 1939
  - Segunda Guerra Mundial: após o início da invasão da Polônia no dia anterior, a Cidade Livre de Danzigue (atual Gdansk, Polônia) é anexada pela Alemanha Nazista.
  - Começam os primeiros conselhos políticos e diplomáticos da Segunda Guerra Mundial pelos responsáveis ao ataque à Polônia. O Brasil, a Espanha e a República da Irlanda declaram neutralidade.
- 1944 — Ocorre a última execução de um finlandês na Finlândia quando o soldado Olavi Laiho é executado a tiro em Oulu.[2]
- 1945
  - Segunda Guerra Mundial: o combate termina no Teatro do Pacífico: a ata de rendição do Japão é assinada pelo ministro do Exterior japonês Mamoru Shigemitsu e aceito a bordo do navio de guerra USS Missouri na Baía de Tóquio.
  - O Vietnã declara sua independência, formando a República Democrática do Vietnã, após o fim da dinastia Nguyễn.
- 1946 — É formado o Governo Interino da Índia, liderado por Jawaharlal Nehru como vice-presidente com poderes de primeiro-ministro.
- 1958 — Um Lockheed RC-130 Hércules da Força Aérea dos Estados Unidos é abatido por caças sobre a Armênia ao entrar no espaço aéreo soviético enquanto conduzia uma missão secreta. Todos os membros da tripulação são mortos.[3]
- 1960 — A primeira eleição do Parlamento tibetano no exílio. A comunidade tibetana observa esta data como o Dia da Democracia.
- 1968
  - Proferido o discurso do deputado federal Márcio Moreira Alves que desencadearia o endurecimento do Regime Militar com a edição do AI-5.
  - Início da Operação OUA durante a Guerra Civil da Nigéria.
- 1969 — Dois computadores trocam dados em um teste da rede militar experimental Arpanet, marcando o nascimento da Internet, a rede mundial de computadores.
- 1970 — NASA anuncia o cancelamento de duas missões Apollo para a Lua, Apollo 15 (a designação é reutilizada para uma missão posterior) e Apollo 19.
- 1980 — Jo-Ann (asteroide 2316) é descoberto por Edward Bowell.
- 1985 — Guerra Civil do Sri Lanka: Políticos tâmeis do Sri Lanka e ex-deputados M. Alalasundaram e V. Dharmalingam são mortos a tiros.[4]
- 1990 — A Transnístria é proclamada unilateralmente como república soviética; o presidente soviético Mikhail Gorbachev declara a decisão nula e sem efeito.
- 1992 — Um terremoto de 7,7 Mw na Nicarágua afetou a costa oeste, este terremoto desencadeou um tsunami que causou a maior parte dos danos e vítimas, com pelo menos 116 mortos.[5]
- 1998 — O voo Swissair 111 cai perto de Peggy's Cove, Nova Escócia; todas as 229 pessoas a bordo morrem.
- 2008 — Google lança seu navegador Google Chrome.
- 2010 — Conflito Israel-Palestina: as conversações de paz israelo-palestinianas de 2010 são lançadas pelos Estados Unidos.[6]
- 2018 — O Museu Nacional do Brasil é destruído por um incêndio, com a perda de mais de 90% da coleção do museu.
- 2019 — Incêndio a bordo de barco fretado perto da ilha de Santa Cruz, na Califórnia, deixa pelo menos 25 mortos e outros nove desaparecidos.

## Nascimentos

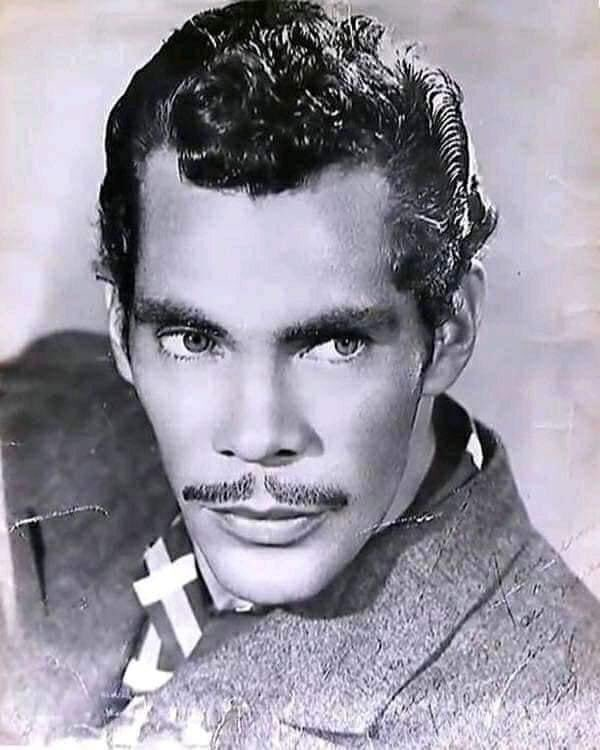
Ramón Valdés

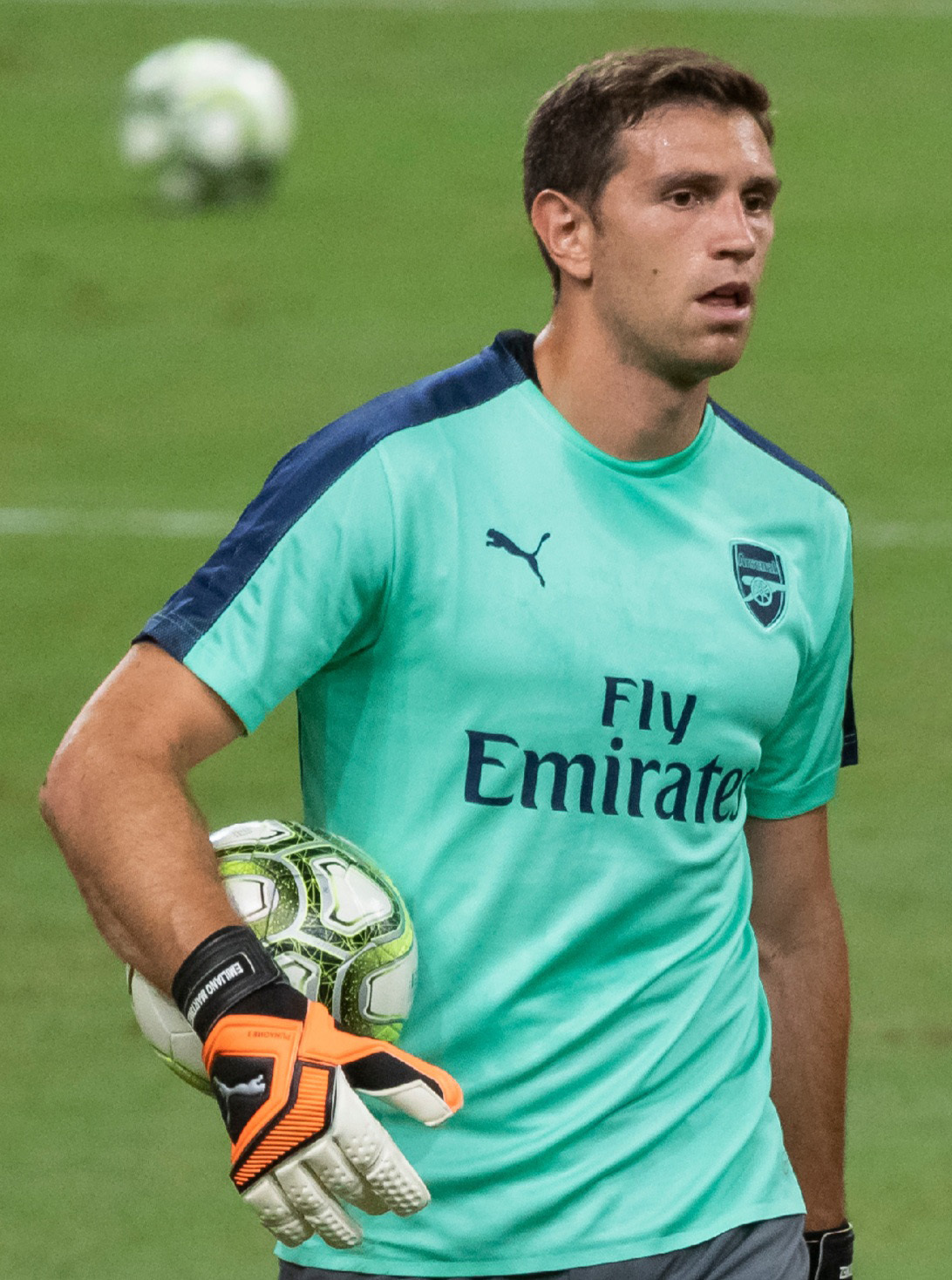
Emiliano Martínez

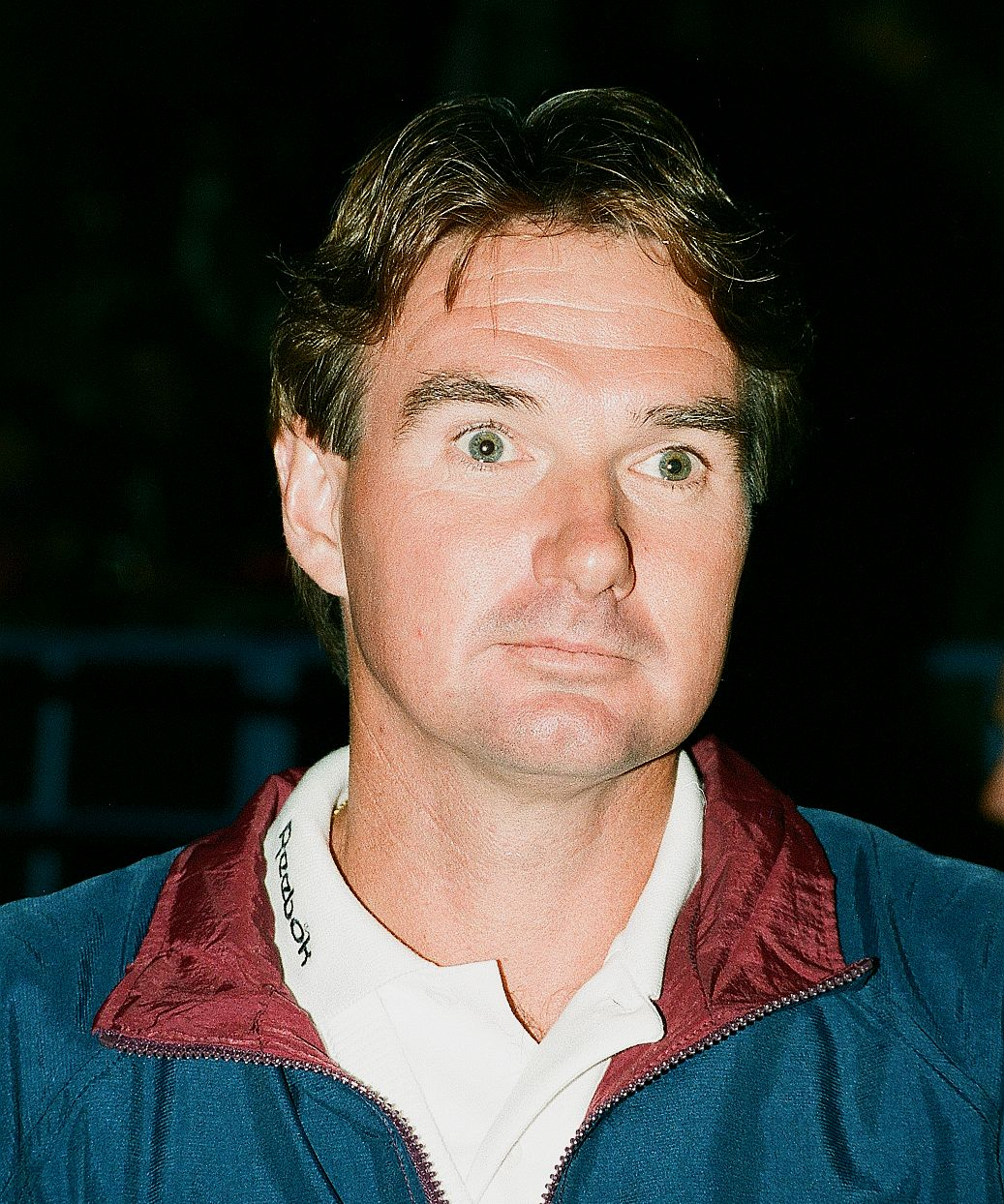
Jimmy Connors

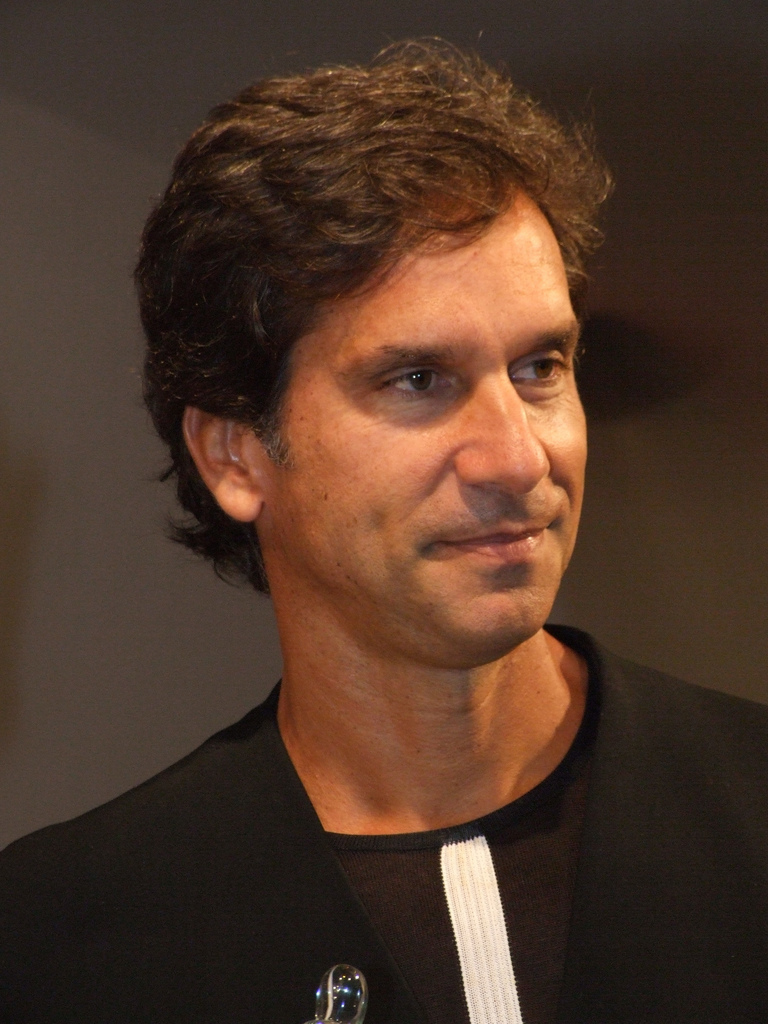
Victor Fasano

Oscar Magrini

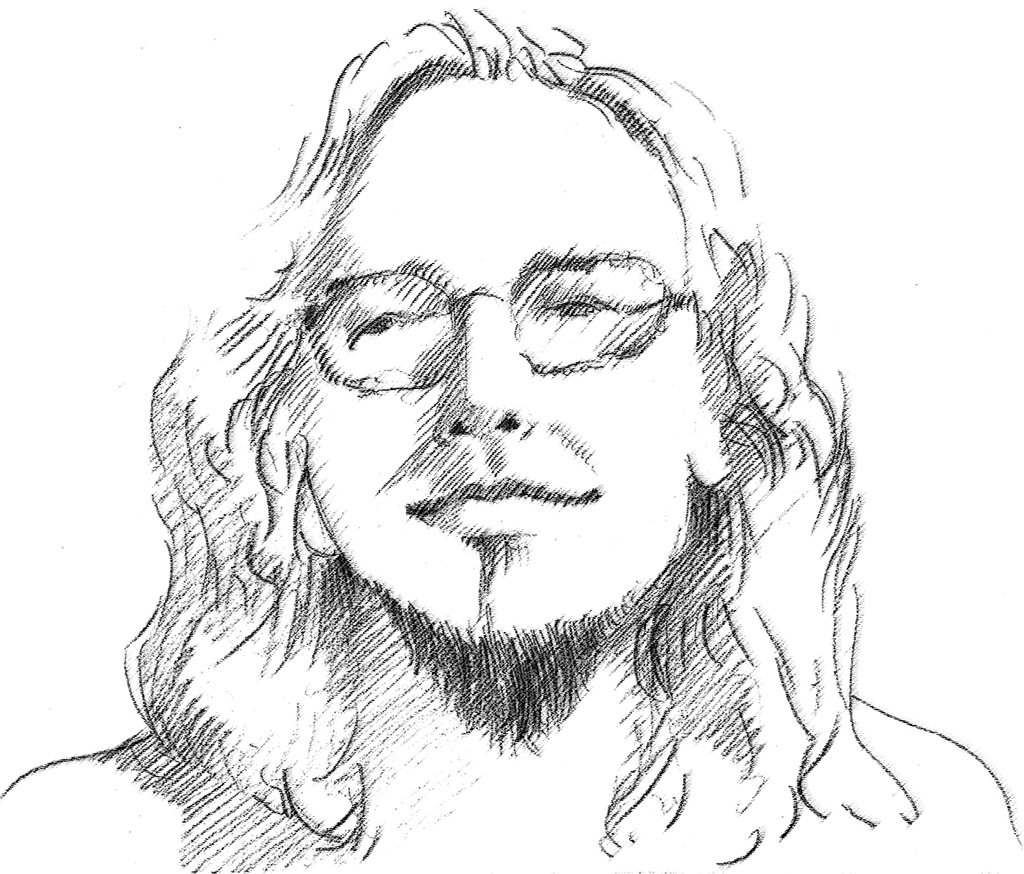
Rogério Skylab

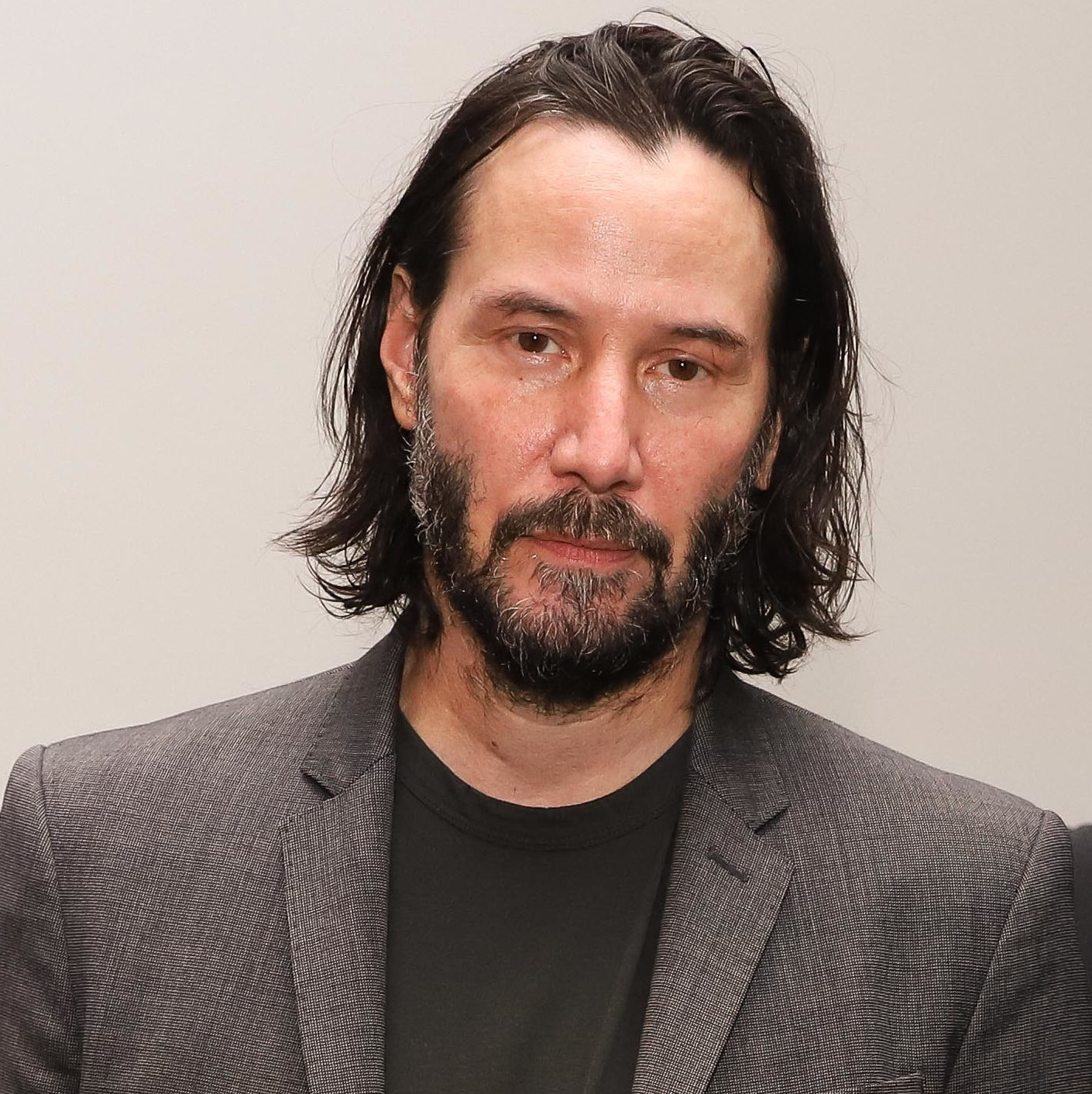
Keanu Reeves

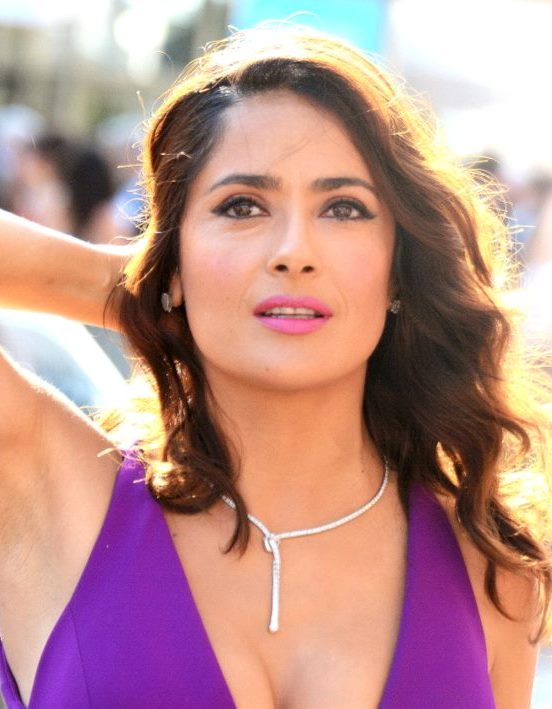
Salma Hayek

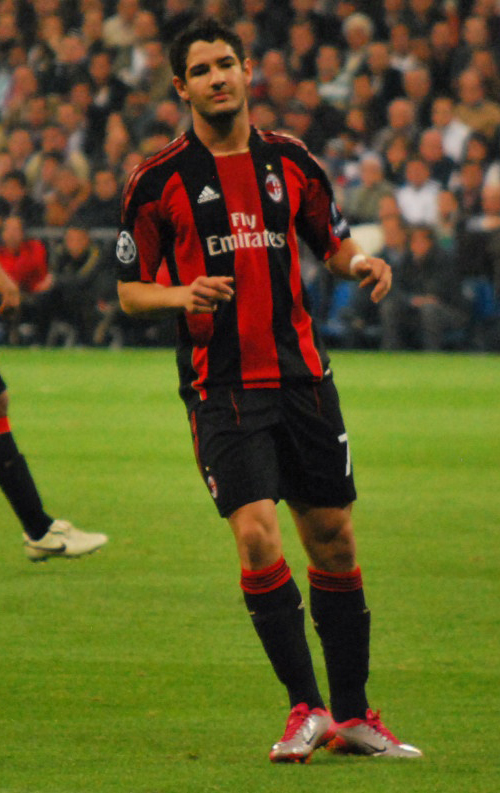
Alexandre Pato

### Anteriores ao século XIX
- 1548 — Vincenzo Scamozzi, arquiteto italiano (m. 1616).
- 1661 — Georg Böhm, organista e compositor alemão (m. 1733).
- 1705 — Abraham Tucker, escritor filosófico britânico (m. 1774).
- 1753 — Maria Josefina de Saboia (m. 1810).
- 1778 — Luís I da Holanda (m. 1848).
- 1792 — Vicente Ramón Roca, político equatoriano (m. 1858).
- 1794 — James Marsh, químico britânico (m. 1846).

### Século XIX
- 1805 — Esteban Echeverría, escritor argentino (m. 1851).
- 1810 — Joaquim Caetano, diplomata e professor brasileiro (m. 1873).
- 1814 — Ernst Curtius, historiador, arqueólogo e professor alemão (m. 1896).
- 1828 — Jean-Baptiste Édouard Bornet, botânico francês (m. 1911).
- 1834 — Josef Zemp, político suíço (m. 1908).
- 1838 — Liliuokalani, rainha havaiana (m. 1917).
- 1850 — Alfred Pringsheim, matemático alemão (m. 1941).
- 1852 — Paul Bourget, romancista e crítico literário francês (m. 1935).
- 1853
  - Wilhelm Ostwald, químico letão (m. 1932).
  - Ferdinand Karsch, aracnólogo, entomologista e antropólogo alemão (m. 1936).
- 1854 — Paul Marie Eugène Vieille, químico francês (m. 1934).
- 1864 — Séraphine Louis, pintora francesa (m. 1942).
- 1866 — Frédéric Swarts, químico belga (m. 1940).
- 1870 — Marie Ault, atriz britânica (m. 1951).
- 1877 — Frederick Soddy, químico britânico (m. 1956).
- 1878
  - Werner von Blomberg, militar e político alemão (m. 1946).
  - Milan Nedić, militar e político sérvio (m. 1946).
- 1883
  - Rudolf Weigl, biólogo polonês (m. 1957).
  - Isabel Maria da Áustria (m. 1963).
- 1884 — André Auffray, ciclista francês (m. 1953).
- 1894 — Joseph Roth, jornalista e escritor austríaco (m. 1939)
- 1898 — Alfons Gorbach, político austríaco (m. 1972).

### Século XX

#### 1901–1950
- 1901 — Andreas Embirikos, poeta grego (m. 1975).
- 1902 — Norm Ferguson, animador e diretor norte-americano (m. 1957).
- 1904 — August Jakobson, escritor estoniano (m. 1963).
- 1907
  - David Rollins, ator norte-americano (m. 1997).
  - Fritz Szepan, futebolista e treinador de futebol alemão (m. 1974).
- 1908 — Valentin Glushko, engenheiro ucraniano (m. 1989).
- 1911 — Floyd Council, guitarrista de blues norte-americano (m. 1976).
- 1913
  - Bill Shankly, futebolista e treinador de futebol britânico (m. 1981).
  - Israel Gelfand, matemático ucraniano (m. 2009).
- 1915 — Hans-Joachim Koellreutter, compositor alemão (m. 2005).
- 1917 — Laurindo Almeida, violonista e compositor brasileiro (m. 1995).
- 1919 — Lance Macklin, automobilista britânico (m. 2002).
- 1921 — Julio Adalberto Rivera Carballo, militar e político salvadorenho (m. 1973).
- 1922 — Arthur Ashkin, físico norte-americano (m. 2020).
- 1923 — Almir Nelson de Almeida, jogador e treinador de basquete brasileiro (m. 1977).
- 1924
  - Ramón Valdés, ator mexicano (m. 1988).
  - Daniel Toroitich arap Moi, político queniano (m. 2020).
  - René Thom, matemático e filósofo francês (m. 2002).
  - Maria Lúcia Godoy, cantora lírica brasileira (m. 2025).
- 1925 — Hugo Montenegro, compositor e maestro norte-americano (m. 1981).
- 1926 — Ibrahim Nasir, político maldívio (m. 2008).
- 1928 — Horace Silver, pianista e compositor norte-americano (m. 2014).
- 1929 — Rex Hartwig, tenista australiano (m. 2022).
- 1930 — Paulo Francis, jornalista e escritor brasileiro (m. 1997).
- 1931 — Lúcio Ignácio Baumgaertner, arcebispo brasileiro (m. 2023).
- 1933 — Mathieu Kérékou, político e militar beninense (m. 2015).
- 1934 — Werner Leimgruber, ex-futebolista suíço.
- 1936
  - José Loureiro dos Santos, militar e político português (m. 2018).
  - Andrew Grove, engenheiro e empresário húngaro-americano (m. 2016).
- 1937 — Willi Giesemann, ex-futebolista alemão.
- 1938
  - Giuliano Gemma, ator italiano (m. 2013).
  - Gloria Münchmeyer, atriz chilena.
- 1939
  - Jack Lang, político francês.
  - Theodore Dumitru, treinador de futebol romeno (m. 2016).
  - Henry Mintzberg, escritor e jornalista canadense.
- 1940
  - Hélio Rubens Garcia, ex-jogador e ex-treinador de basquete brasileiro.
  - Régis Debray, filósofo, jornalista, escritor e professor francês.
- 1942
  - Robert Shapiro, advogado norte-americano.
  - Melchiades Montenegro, escritor brasileiro.
- 1943 — Hans-Ulrich Grapenthin, ex-futebolista alemão.
- 1944 — Johny Thio, futebolista belga (m. 2008).
- 1945 — Kim Seung-il, ex-futebolista norte-coreano.
- 1946
  - Aldir Blanc, compositor brasileiro (m. 2020).
  - Edyr de Castro, atriz e cantora brasileira (m. 2019).
  - Billy Preston, cantor, compositor, ator e pianista norte-americano (m. 2006).
  - Dan White, político norte-americano (m. 1985).
- 1947 — Louis Michel, político belga.
- 1948
  - Christa McAuliffe, astronauta norte-americana (m. 1986).
  - Terry Bradshaw, ex-jogador de futebol americano e ator estadunidense.
- 1949
  - Jürgen Colombo, ex-ciclista alemão.
  - Hans-Hermann Hoppe, filósofo e economista alemão.
- 1950 — Michael Rother, músico alemão.

#### 1951–2000
- 1951
  - Mik Kaminski, violinista britânico.
  - Mark Harmon, ator norte-americano.
- 1952 — Jimmy Connors, ex-tenista estado-unidense.
- 1953
  - John Zorn, músico norte-americano.
  - Ahmad Shah Massoud, militar e político afegão (m. 2001).
- 1954
  - Humberto Zurita, ator mexicano.
  - Donald Margulies, dramaturgo norte-americano.
  - Andrej Babiš, político tcheco.
- 1956 — Rogério Skylab, cantor, compositor, letrista e ex-apresentador brasileiro.
- 1957
  - Cícero Nogueira, cantor e compositor brasileiro.
  - Ingrid Auerswald, ex-velocista alemã.
  - Tony Alva, skatista, empresário e músico norte-americano.
- 1958
  - Olivier Grouillard, ex-automobilista francês.
  - Victor Fasano, ator brasileiro.
  - Zdravko Krivokapić, professor e político montenegrino.
- 1959
  - Guy Laliberté, empresário canadense.
  - César Vega, ex-futebolista uruguaio.
- 1960
  - Arnaldo Antunes, músico e poeta brasileiro.
  - Ruth Jacott, cantora neerlandesa.
- 1961
  - Claude Puel, ex-futebolista e treinador de futebol francês.
  - Oscar Magrini, ator brasileiro.
  - Carlos Valderrama, ex-futebolista colombiano.
  - Luis Guevara Mora, ex-futebolista salvadorenho.
- 1962
  - Eugenio Derbez, ator, diretor, produtor e roteirista mexicano.
  - Chile Eboe-Osuji, advogado nigeriano.
  - Gilbert Bodart, ex-futebolista e treinador de futebol belga.
- 1963
  - Stanislav Cherchesov, ex-futebolista e treinador de futebol russo.
  - Juan Carlos Ablanedo, ex-futebolista espanhol.
- 1964
  - Keanu Reeves, ator e músico canadense.
  - Hermidio Barrantes, ex-futebolista costarriquenho.
- 1965 — Lennox Lewis, ex-pugilista britânico.
- 1966
  - Salma Hayek, atriz mexicana.
  - Olivier Panis, ex-automobilista francês.
  - Mauro Beting, jornalista brasileiro.
  - Dino Cazares, guitarrista, compositor e produtor musical norte-americano.
  - Tuc Watkins, ator norte-americano.
- 1967
  - Andreas Möller, ex-futebolista e treinador de futebol alemão.
  - Ruggiero Rizzitelli, ex-futebolista italiano.
- 1968 — Cynthia Watros, atriz norte-americana.
- 1970 — Khalil Al Ghamdi, ex-árbitro de futebol saudita.
- 1971
  - César Sánchez, ex-futebolista espanhol.
  - Kjetil André Aamodt, ex-esquiador norueguês.
  - Tom Steels, ex-ciclista belga.
- 1972 — Søren Colding, ex-futebolista dinamarquês.
- 1973 — Mark Shield, ex-árbitro de futebol australiano.
- 1975 — Cory Barlog, escritor, diretor e criador de jogos norte-americano.
- 1976 — Bernard Tchoutang, ex-futebolista camaronês.
- 1977
  - Frédéric Kanouté, ex-futebolista malinês.
  - Felipe Maestro, ex-futebolista e treinador de futebol brasileiro.
  - Marek Mintál, ex-futebolista eslovaco.
- 1978 — Miguel Gonçalves Mendes, diretor e produtor de cinema português.
- 1979 — Herbert Dick, ex-futebolista zimbabuano.
- 1980
  - Hiroki Yoshimoto, automobilista japonês.
  - Paulinho Marília, ex-futebolista brasileiro.
  - Zanzan Atte-Oudeyi, ex-futebolista togolês.
  - Danny Shittu, ex-futebolista nigeriano.
- 1982
  - Joey Barton, ex-futebolista e treinador de futebol britânico.
  - César Castro, atleta de saltos ornamentais brasileiro.
  - Tinashe Nengomasha, ex-futebolista zimbabuano.
  - Hugo Droguett, ex-futebolista chileno.
- 1983 — Tiffany Hines, atriz e cantora norte-americana.
- 1985
  - Yani Gellman, ator canadense.
  - Allison Miller, atriz norte-americana.
  - Adam Nemec, futebolista eslovaco.
- 1986
  - Júlio César Jacobi, futebolista brasileiro.
  - Gelson Fernandes, ex-futebolista suíço.
  - Stevan Faddy, cantor montenegrino.
  - Rafik Halliche, futebolista argelino.
- 1987
  - Viviana Bottaro, carateca italiana.
  - Gui Rebustini, pastor, cantor e compositor brasileiro.
  - Scott Moir, ex-patinador artístico canadense.
  - Spencer Smith, baterista norte-americano.
- 1988
  - Javi Martínez, futebolista espanhol.
  - Dimitrij Ovtcharov, mesa-tenista alemão.
- 1989
  - Alexandre Pato, futebolista brasileiro.
  - Ronela Hajati, cantora, compositora e dançarina albanesa.
  - Zedd, DJ e produtor musical russo.
- 1990
  - Marcus Ericsson, automobilista sueco.
  - Darren Mattocks, futebolista jamaicano.
  - Charline van Snick, judoca belga.
- 1991
  - Damson Idris, ator britânico.
  - Davy Pröpper, futebolista neerlandês.
  - Gyasi Zardes, futebolista norte-americano.
- 1992
  - Shayla Worley, ginasta estadunidense.
  - Emiliano Martínez, futebolista argentino.
  - Xenia Knoll, tenista suíça.
- 1993
  - Deivy Balanta, futebolista colombiano.
  - Deiver Machado, futebolista colombiano.
- 1996
  - Sungha Jung, guitarrista sul-coreano.
  - Austin Abrams, ator norte-americano.
- 1997 — Brandon Ingram, jogador de basquete norte-americano.
- 1998 — Nickeil Alexander-Walker, jogador de basquete canadense.
- 2000 — Jermain Grünberg, ginasta artístico neerlandês.

### Século XXI
- 2001 — Ran Takahashi, jogador de vôlei japonês.
- 2002 — Bradley Barcola, futebolista francês.

## Mortes

### Anteriores ao século XIX
- 0421 — Constâncio III, imperador romano (n. ?).
- 0595 — João IV de Constantinopla (n. ?).
- 1031 — Emérico da Hungria, príncipe e santo (n. 100/07).
- 1274 — Príncipe Munetaka, shōgun japonês (n. 1242)
- 1397 — Francesco Landini, compositor e poeta italiano (n. 1325).
- 1768 — Antoine Deparcieux, matemático e teórico francês (n. 1703).
- 1790 — João Nicolau de Hontheim, historiador e teólogo alemão (n. 1701).

### Século XIX
- 1832 — Franz Xaver von Zach, astrônomo e acadêmico húngaro-francês (n. 1754).
- 1834 — Thomas Telford, engenheiro e arquiteto britânico (n. 1757)
- 1859 — Delia Bacon, escritora norte-americana (n. 1811).
- 1865 — William Rowan Hamilton, físico, astrônomo e matemático irlandês (n. 1805).
- 1889 — Samuel Austin Allibone, escritor e bibliógrafo norte-americano (n. 1816).

### Século XX
- 1910 — Henri Rousseau, pintor francês (n. 1844).
- 1937 — Pierre de Coubertin, pedagogo e historiador francês (n. 1863).
- 1945 — Fonseca Lima, político português (n. 1874).
- 1948 — Sylvanus Griswold Morley, arqueólogo e espião americano (n. 1883).
- 1953 — Jonathan M. Wainwright, general americano, ganhador da Medalha de Honra (n. 1883).
- 1964 — Glenn Albert Black, arqueólogo e estudioso americano (n. 1900).
- 1969 — Ho Chi Minh, revolucionário e estadista vietnamita (n. 1890).
- 1973 — J. R. R. Tolkien, linguista e escritor britânico (n. 1892).
- 1982 — Seraphim Rose, religioso norte-americano (n. 1934).
- 1991 — Alfonso García Robles, diplomata mexicano (n. 1911).
- 1997 — Viktor Frankl, médico e psiquiatra austríaco (n. 1905).
- 1998 — Jackie Blanchflower, futebolista britânico (n. 1933).

### Século XXI
- 2001 — Christiaan Barnard, cirurgião sul-africano (n. 1922).
- 2004 — Bob Overton Evans, engenheiro estadunidense (n. 1927).
- 2006 — Bob Mathias, atleta, ator e congressista norte-americano (n. 1930).
- 2009 — Guy Babylon, tecladista e compositor norte-americano (n. 1956).
- 2011 — Felipe Camiroaga, ator e cantor chileno (n. 1966).
- 2012 — Emmanuel Nunes, compositor franco-português (n. 1941).
- 2014 — Helena Rakoczy, ginasta polonesa (n. 1921).
- 2016 — Islam Karimov, político uzbeque (n. 1938).
- 2019 — Helmut Rauch, físico nuclear austríaco (n. 1939).
- 2021 — Michel Corboz, músico suíço (n. 1934).
- 2022 — Frank Drake, astrônomo norte-americano (n. 1930).
- 2023 — Walter Arlen, compositor austríaco-estadunidense (n. 1920).

## Feriados e eventos cíclicos

### Brasil
- Dia do Florista
- Dia do Repórter Cinematográfico e Fotográfico
- Dia Nacional da Kombi
- Dia do Metodismo no Rio de Janeiro
- Fundação do Museu de Arte Contemporânea de Niterói - RJ - Brasil (1996)
- Fundação do Município de Blumenau - SC - Brasil
- Fundação do Município de Presidente Venceslau - SP - Brasil
- Fundação do Município de Ladário - MS - Brasil
- Aniversário da Feira de São Cristóvão - RJ - Brasil.

### Cristianismo
- Castor de Apt
- Diomedes de Tarso
- Emérico da Hungria
- Ingrid de Skänninge
- Mártires de Paris
- Mártires de Rochefort
- Seraphim Rose

## Outros calendários
- No calendário romano era o 4.º dia (IV) antes das nonas de setembro.
- No calendário litúrgico tem a letra dominical G para o dia da semana.
- No calendário gregoriano a epacta do dia é xxii.